# Rally van Cyprus
De Rally van Cyprus, formeel Cyprus Rally, is een rallyevenement gehouden op het eiland Cyprus, en was tussen 2000 en 2009 (met uitzondering van 2007 en 2008) een ronde van het wereldkampioenschap rally. Het is tegenwoordig een ronde van het Europees rallykampioenschap, daar waar het voor zijn WK-status ook al deel van uitmaakte.

## Geschiedenis
De rally die georganiseerd wordt door de Cyprus Automobile Association, werd in 1970 voor het eerst verreden. Halverwege de jaren zeventig kreeg het een plek op de kalender van het Europees kampioenschap. Die plek bleef lang behouden, totdat het voor het seizoen 2000 een plaats kreeg als ronde van het Wereldkampioenschap rally, als vervanger van de door financiële problemen getroffen Rally van China. Cyprus bleef tot aan het seizoen 2006 een vaste plaats behouden op de WK-kalender, toen de overkoepelende automobiel organisatie FIA echter aan kwam zetten met een rotatiesysteem voor WK-rally's, en Cyprus een van de eerste rally's was die hiervoor geslachtofferd werd. Het evenement maakte gebruik van een nieuwe regel dat een rally op verschillende ondergronden verreden kon worden, waardoor de rally een terugkeer maakte in het wereldkampioenschap seizoen in 2009. Hierna verloor het echter opnieuw zijn plek en werd het in plaats daarvan een ronde van de Intercontinental Rally Challenge. Het IRC is na 2012 opgeheven en Cyprus maakt sinds 2014 weer onderdeel uit van de Europese kalender. 

## Wedstrijdkarakteristieken
De rally wordt in zijn karakteristiek vergeleken met de Griekse Acropolis Rally; beide verreden op ruwe onverhardwegen met veelal losliggende stenen. Vanwege de bochtige bergwegen behield Cyprus vaak het record als WK-rally met een van de laagste gemiddelde snelheden. Ook de extreme hitte is vaak een belangrijk kenmerk geweest van het evenement.

## Lijst van winnaars

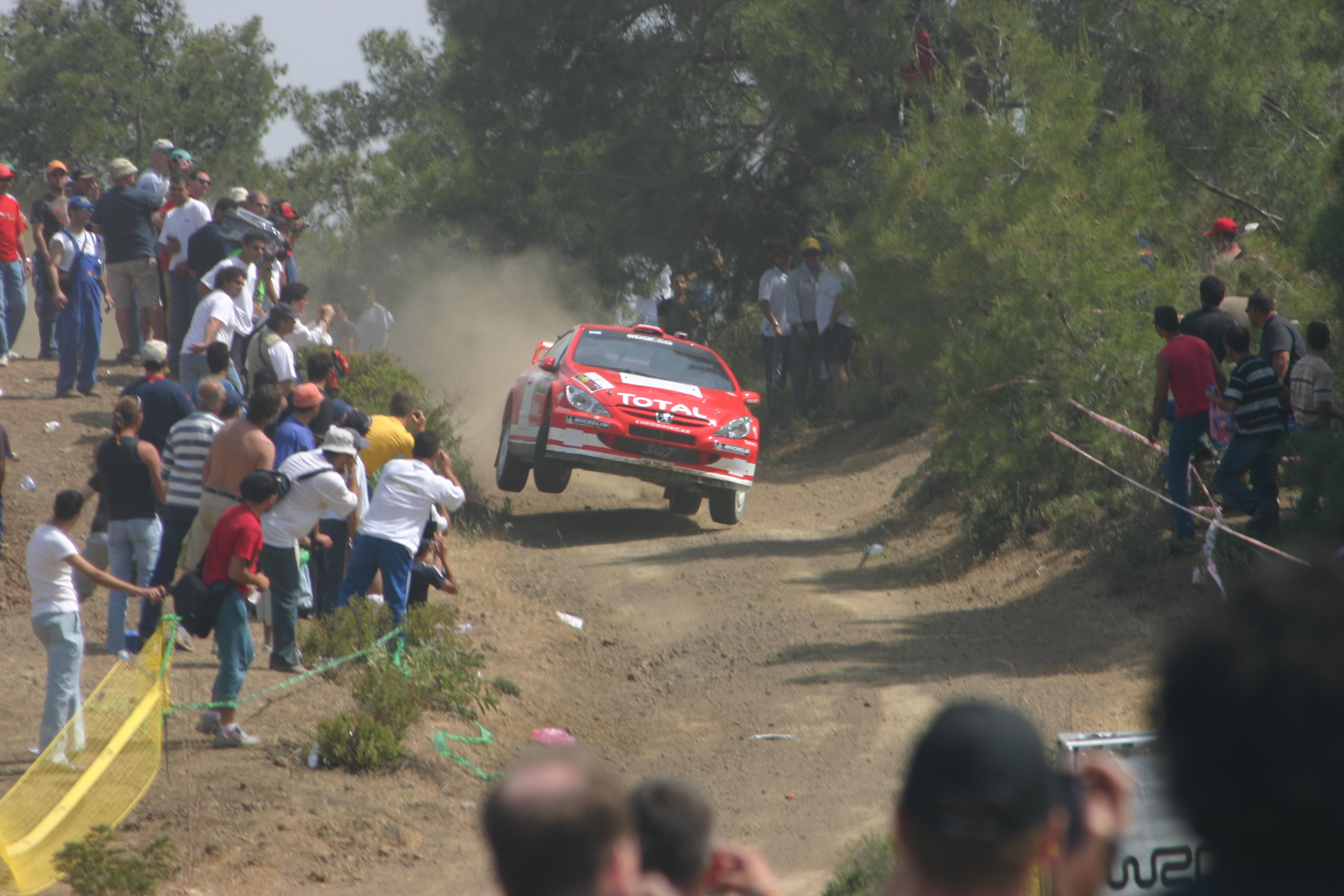
Marcus Grönholm in actie in 2004

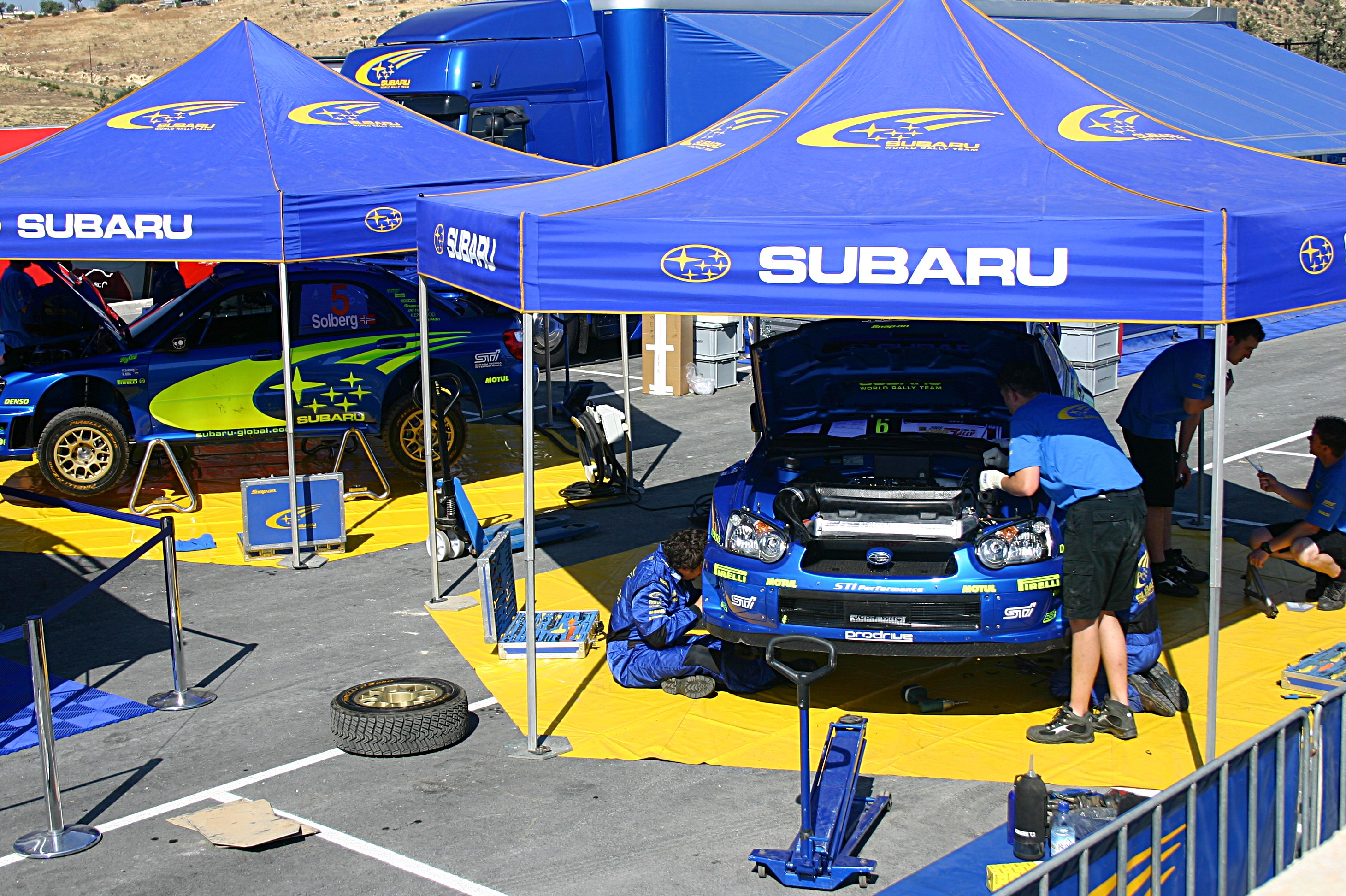
Service bij het team van Subaru tijdens de 2005 editie van de rally

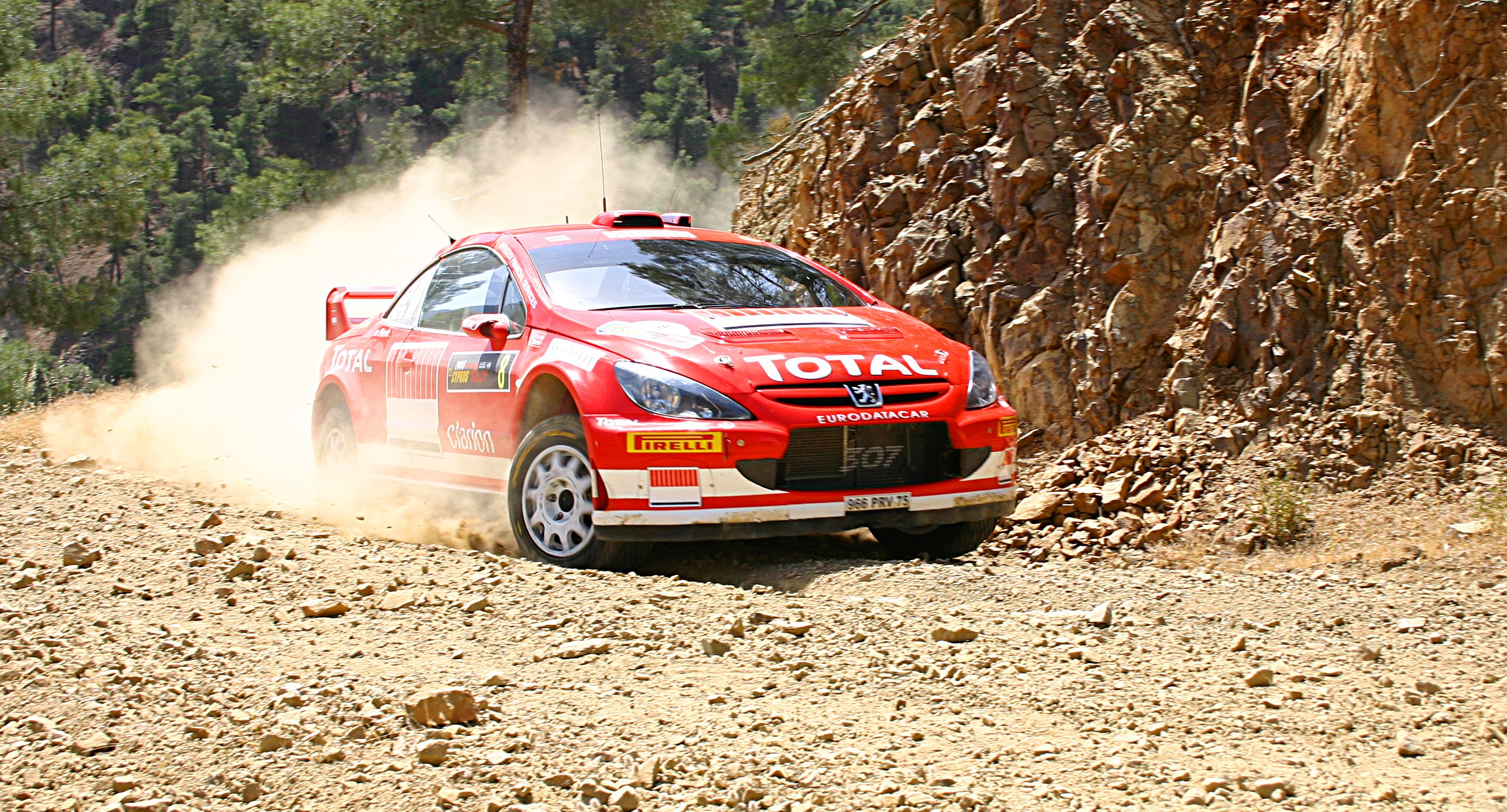
De ruwe ondergrond typeert de rally

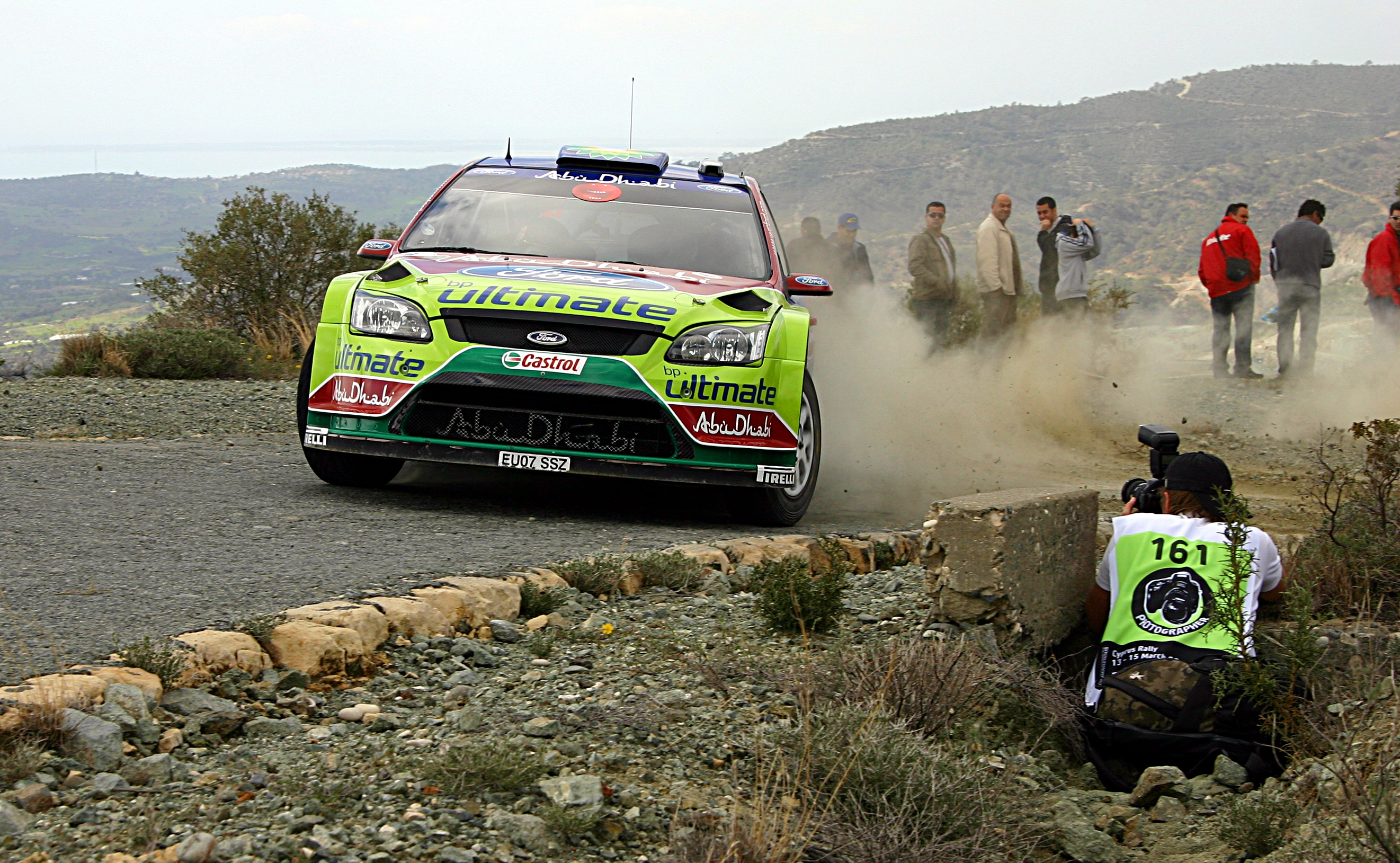
Asfaltproeven waren een onderdeel van de rally in 2009

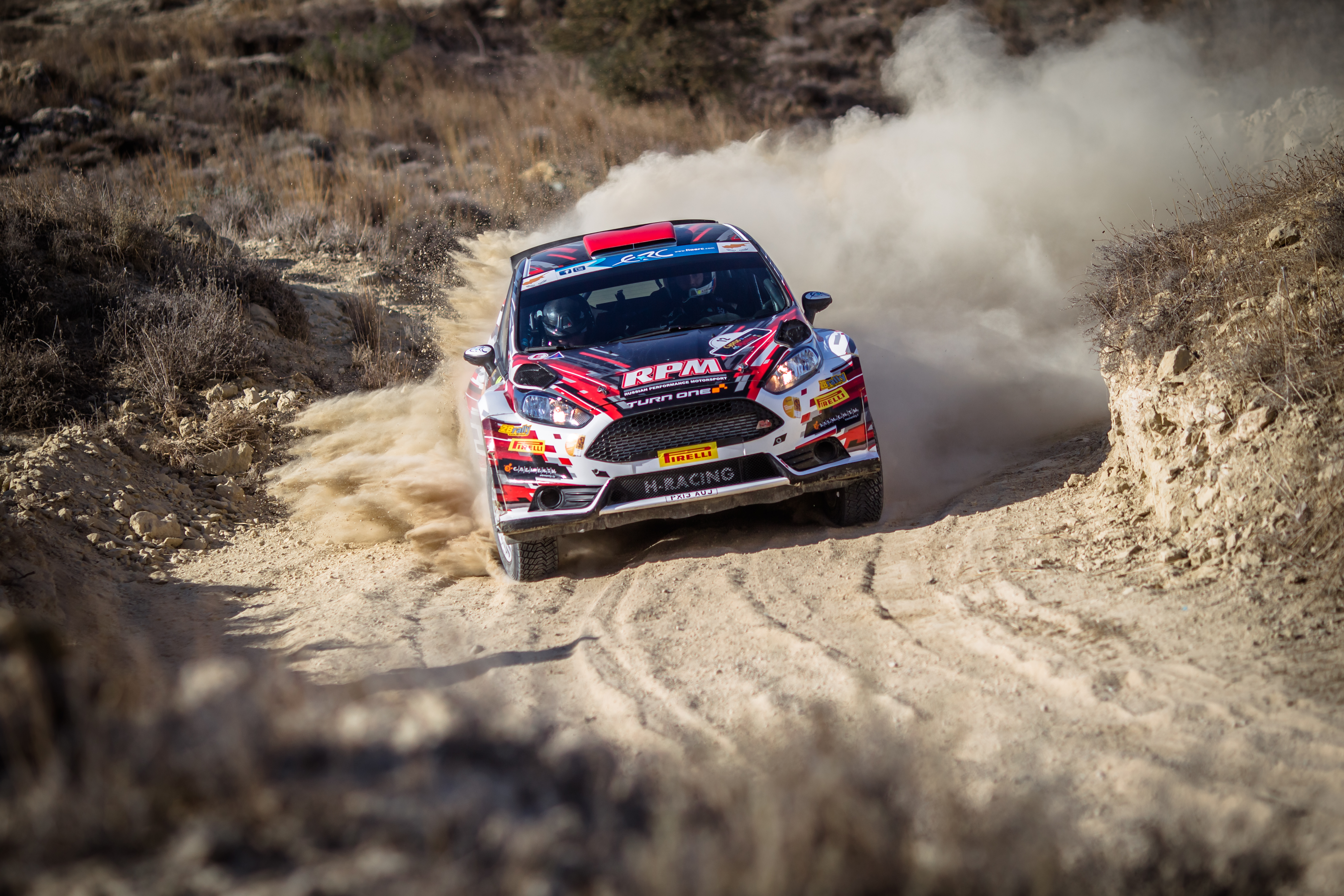
Alexey Lukyanuk, winnaar van het evenement in 2016, actief tijdens de rally in 2015

| Editie | Seizoen     | Rijder                                                         | Navigator                                                      | Auto                                                           |
| ------ | ----------- | -------------------------------------------------------------- | -------------------------------------------------------------- | -------------------------------------------------------------- |
| 46     | 2018        | Simos Galatariotis                                             | Ioannou Antonis                                                | Škoda Fabia R5                                                 |
| 45     | 2017        | Nasser Al-Attiyah                                              | Matthieu Baumel                                                | Ford Fiesta R5                                                 |
| 44     | 2016        | Alexey Lukyanuk                                                | Alexey Arnautov                                                | Ford Fiesta R5                                                 |
| 43     | 2015        | Nasser Al-Attiyah                                              | Matthieu Baumel                                                | Ford Fiesta RRC                                                |
| 42     | 2014        | Yazeed Al Rajihi                                               | Michael Orr                                                    | Ford Fiesta RRC                                                |
| 41     | 2013        | Nasser Al-Attiyah                                              | Giovanni Bernacchini                                           | Ford Fiesta RRC                                                |
| 40     | 2012        | Nasser Al-Attiyah                                              | Giovanni Bernacchini                                           | Ford Fiesta RRC                                                |
| 39     | 2011        | Andreas Mikkelsen                                              | Ola Fløene                                                     | Škoda Fabia S2000                                              |
| 38     | 2010        | Nasser Al-Attiyah                                              | Giovanni Bernacchini                                           | Ford Fiesta S2000                                              |
| 37     | 2009        | Sébastien Loeb                                                 | Daniel Elena                                                   | Citroën C4 WRC                                                 |
| 36     | 2008        | Nicos Thomas                                                   | Spyros Georgiou                                                | Mitsubishi Lancer Evo IX                                       |
| 35     | 2007        | Charalambos Timotheou                                          | Savvas Laos                                                    | Mitsubishi Lancer Evo IX                                       |
| 34     | 2006        | Sébastien Loeb                                                 | Daniel Elena                                                   | Citroën Xsara WRC                                              |
| 33     | 2005        | Sébastien Loeb                                                 | Daniel Elena                                                   | Citroën Xsara WRC                                              |
| 32     | 2004        | Sébastien Loeb                                                 | Daniel Elena                                                   | Citroën Xsara WRC                                              |
| 31     | 2003        | Petter Solberg                                                 | Phil Mills                                                     | Subaru Impreza WRC2003                                         |
| 30     | 2002        | Marcus Grönholm                                                | Timo Rautiainen                                                | Peugeot 206 WRC                                                |
| 29     | 2001        | Colin McRae                                                    | Nicky Grist                                                    | Ford Focus RS WRC 01                                           |
| 28     | 2000        | Carlos Sainz                                                   | Luís Moya                                                      | Ford Focus RS WRC 00                                           |
| 27     | 1999        | Jean-Pierre Richelmi                                           | Stéphane Prévot                                                | Subaru Impreza WRC98                                           |
| 26     | 1998        | Andrea Navarra                                                 | Alessandra Materazzetti                                        | Subaru Impreza WRX                                             |
| 25     | 1997        | Krzysztof Hołowczyc                                            | Maciej Wisławski                                               | Subaru Impreza 555                                             |
| 24     | 1996        | Armin Schwarz                                                  | Denis Giraudet                                                 | Toyota Celica GT-Four                                          |
| 23     | 1995        | Maurice Sehnaoui                                               | Naji Stephan                                                   | Lancia Delta HF Integrale                                      |
| 22     | 1994        | Alex Fiorio                                                    | Vittorio Brambilla                                             | Lancia Delta HF Integrale                                      |
| 21     | 1993        | Alex Fiorio                                                    | Vittorio Brambilla                                             | Lancia Delta HF Integrale                                      |
| 20     | 1992        | Alex Fiorio                                                    | Vittorio Brambilla                                             | Lancia Delta HF Integrale                                      |
| 19     | 1991        | Antonis Ieropoulos                                             | Michalakis Michael                                             | Mitsubishi Galant VR-4                                         |
| 18     | 1990        | Dimi Mavropoulos                                               | Níkos Antoniades                                               | Audi Coupé quattro                                             |
| 17     | 1989        | Yves Loubet                                                    | Jean-Marc Andrié                                               | Lancia Delta Integrale                                         |
| 16     | 1988        | Björn Waldegård                                                | Fred Gallagher                                                 | Toyota Celica GT-Four                                          |
| 15     | 1987        | David Llewellin                                                | Phil Short                                                     | Audi Coupé quattro                                             |
| 14     | 1986        | Patrick Snijers                                                | Dany Colebunders                                               | Lancia Rally 037                                               |
| 13     | 1985        | Mauro Pregliasco                                               | Daniele Cianci                                                 | Lancia Rally 037                                               |
| 12     | 1984        | John Buffum                                                    | Fred Gallagher                                                 | Audi quattro A2                                                |
| 11     | 1983        | Jimmy McRae                                                    | Ian Grindrod                                                   | Opel Manta 400                                                 |
| 10     | 1982        | 'Tony'                                                         | Rudy Dalpozzo                                                  | Opel Ascona 400                                                |
| 9      | 1981        | Vahan Terzian                                                  | Ioannakis Theofanous                                           | Mitsubishi Colt Lancer                                         |
| 8      | 1980        | Roger Clark                                                    | Neil Wilson                                                    | Ford Escort RS1800                                             |
| 7      | 1979        | Ari Vatanen                                                    | David Richards                                                 | Ford Escort RS1800                                             |
| 6      | 1978        | Roger Clark                                                    | Jim Porter                                                     | Ford Escort RS1800                                             |
| 5      | 1977        | Kýpros Kyprianou                                               | Alkis Longinos                                                 | Hillman Avenger                                                |
| 4      | 1976        | Shekhar Mehta                                                  | Yvonne Pratt                                                   | Datsun 160J                                                    |
|        | 1975 - 1974 | Rally geannuleerd in verband met de Turkse invasie van Cyprus. | Rally geannuleerd in verband met de Turkse invasie van Cyprus. | Rally geannuleerd in verband met de Turkse invasie van Cyprus. |
| 3      | 1973        | Stig Blomqvist                                                 | Arne Hertz                                                     | Saab 96 V4                                                     |
| 2      | 1972        | Lefteris Makrides                                              | Ph. Erotocritou                                                | Mercedes-Benz 250CE                                            |
| 1      | 1971        | Christos Kirmitsis                                             | Peter Lawrence                                                 | Ford Escort TC                                                 |
|        | 1970        | Victor Zachariades                                             | L. Ellinas                                                     | Fiat 125                                                       |

- Noot: De 1970 editie werd gehouden in een heel andere opzet, en wordt daarom apart gezien van de rally die sinds 1971 wordt georganiseerd.